# Kloster Chézery
Das Kloster Chézery ist eine ehemalige Zisterzienserabtei in der Gemeinde Chézery-Forens im Arrondissement Gex, Département Ain, Region Auvergne-Rhône-Alpes, in Frankreich.

## Geschichte
Im Jahr 1140 gründete Graf Amadeus III. von Savoyen die Abtei als Tochterkloster von Kloster Fontenay aus der Filiation der Primarabtei Clairvaux. Der erste Abt war Lambert, Bruder des Heiligen Pierre de Tarentaise. Die Kirche Notre-Dame wurde bereits 1142 geweiht. Das Kloster nahm einen schnellen Aufschwung. Bereits im 15. Jahrhundert im Verfall begriffen, wurde es 1590 von Genfer Truppen zerstört. Im 17. Jahrhundert wurde das Kloster unter dem Abt Laurent Scott wieder aufgebaut. 1722 wurde unter Abt Joseph de Savoie das Eingangsportal erneuert. Kurz vor der Französischen Revolution, in deren Zug das Kloster 1793 von den Talbewohnern geplündert und gebrandschatzt wurde und sein Ende fand, befanden sich nur noch sechs Mönche im Kloster. Die Klosterkirche wurde 1802 durch einen Brand endgültig zerstört.

## Bauten und Anlage
Erhalten ist das Klostergebäude mit einer Fassade aus dem 17. Jahrhundert und einigen gewölbten Räumen.